# 이지안 (미스코리아)
이지안(본명: 이은희, 1977년 7월 24일~)는 대한민국의 방송인이다.

## 이력
서울에서 출생하였으며 지난날 한때 경기도 성남에서 잠시 유아기를 보낸 적이 있는 1981년에 아역 모델했으나, 1996년에 미스코리아 진으로 입상하여 첫 데뷔하였고 이 시기부터 잠시 모델 활약하였으며 1년 후 1997년 뮤지컬 배우 데뷔에 이어 이어 같은 해 1997년 연극배우 데뷔하였고 이후로는 주로 방송MC로 활약하였는데 2017년부터 이은희에서 이지안으로 개명했다.

## 학력
- 분당고등학교 (졸업)
- 한양대학교 관광학과 (학사)
- 극동대학교 대학원 경영학과 (경영학 석사)

## 방송 출연
- 《사랑의 리퀘스트》 - KBS1
- 《도전 지구 탐험대》 - KBS2
- 《연예 스테이션》 - ETN
- 《여행수다 나를 찾아서》 - JTBC

## 경력
- 1996년 미스코리아 진

## 기타
- 어깨동무 (1986년 8월호 표지모델)
- 퍼스널컬러코디네이터 취득

## 같이 보기
- 이병헌
- 이병석